# هامپون
هامپون (به فرانسوی: Hampont) یک کمون در فرانسه است که در Canton of Château-Salins واقع شده‌است.

## خصوصیات
هامپون ۱۱٫۲۳ کیلومترمربع مساحت و ۲۱۲ نفر جمعیت دارد و ۲۰۰ متر بالاتر از سطح دریا واقع شده‌است.